# Kacper Koteda
Kacper Koteda (ur. 1603 w Nagasaki; zm. 11 września 1622 na wzgórzu Nishizaka w Nagasaki) – błogosławiony Kościoła katolickiego, japoński katechista, tercjarz dominikański, męczennik.

## Życiorys
Pochodził ze szlacheckiej rodziny z Hirado. Jego rodzina musiał w 1600 r. uciekać do Nagasaki po odmowie wzięcia udziału w buddyjskich obrzędach. Kacper urodził się już w Nagasaki. Jako katechista pomagał misjonarzom jezuitom, a później dominikanom. W tym czasie w Japonii trwały prześladowania chrześcijan. Został ścięty w Nagasaki 11 września 1622.
Został beatyfikowany w grupie 205 męczenników japońskich przez Piusa IX w dniu 7 lipca 1867 (dokument datowany jest 7 maja 1867).
Dniem jego wspomnienia jest 10 września (w grupie 205 męczenników japońskich).